# 11'09"01 September 11

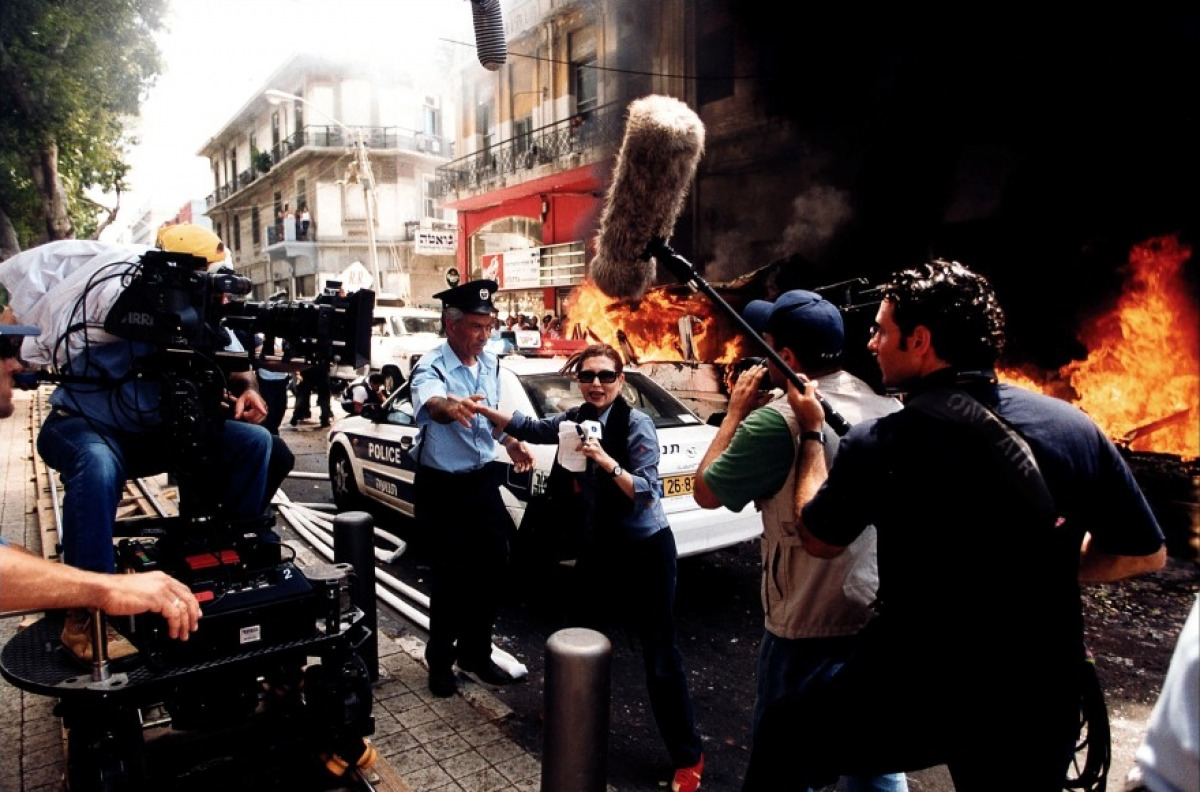
opname van de film

September 11 is een film in elf episodes naar aanleiding van de aanslagen op de Twin Towers. Elf regisseurs uit verschillende landen geven een eigen impressie van de gebeurtenissen op 11 september 2001. De episodes duren elk 11 minuten, 9 seconden plus 1 frame. De film was een idee van de Franse producent Alain Brigand. De film kwam in verschillende talen onder iets verschillende titels uit. De film kwam uit in september 2002 en ontving een UNESCO-prijs op het filmfestival van Venetië in 2002. Het fragment van Ken Loach, die een vergelijking maakte met de gebeurtenissen in Chili op 11 september 1973, won de FIPRESCI Prijs voor de beste korte film.
De Nederlandse hoes van de dvd van deze film vermeldt ten onrechte dat de film in "Amerika" verboden werd. De film werd, na aanvankelijke aarzeling bij distributeurs (anti-Amerikaans, te snel na de gebeurtenissen), vanaf 2003 aldaar gedistribueerd door Empire.

## Regisseurs
- Samira Makhmalbaf (segment "Iran")
- Claude Lelouch (segment "Frankrijk")
- Youssef Chahine (segment "Egypte")
- Danis Tanović (segment "Bosnië en Herzegovina")
- Idrissa Ouedraogo (segment "Burkina Faso")
- Ken Loach (segment "Verenigd Koninkrijk")
- Alejandro González Iñárritu (segment "Mexico")
- Amos Gitaï (segment "Israël")
- Mira Nair (segment "India")
- Sean Penn (segment "Verenigde Staten")
- Shohei Imamura (segment "Japan")